# Wenn Katelbach kommt…
Wenn Katelbach kommt…, Originaltitel: Cul-de-sac (französisch für Sackgasse), ist ein britischer Thriller mit Elementen der Schwarzen Komödie aus dem Jahre 1966. Regie führte Roman Polański, der auch gemeinsam mit Gérard Brach das Drehbuch verfasste.

## Handlung
George, ein ehemaliger Unternehmer, und seine deutlich jüngere Ehefrau Teresa leben mit zahlreichen Hühnern auf einer Burg auf der Insel Lindisfarne nahe dem englischen Festland. Die Insel ist nur bei Ebbe mit dem Auto zu erreichen. George hatte für die kokette Französin Teresa, eine ehemalige Prostituierte, seine bürgerliche Existenz aufgegeben und die Burg gekauft. Doch schon nach zehn Monaten Ehe kriselt es: der Haushalt der Burg ist chaotisch geführt, George lebt seine Neurosen aus und die gelangweilte Teresa hat ein Verhältnis mit dem jungen Nachbarn Christopher begonnen.
Die Gangster Dickey und Albert bleiben mit ihrem kaputten Auto bei Ebbe zwischen Festland und der Insel Lindisfarne liegen. Sie befinden sich nach einem schiefgelaufenen Banküberfall auf der Flucht und sind durch Schüsse verletzt, Albert sogar lebensbedrohlich. Dickey bricht in die Burg ein, um mit seinem Chef Katelbach zu telefonieren: dieser solle ihn und Albert aus ihrer misslichen Lage retten, doch Katelbach ist sauer wegen des missratenen Überfalls. George und Teresa entdecken die Eindringlinge, wagen aber nicht den offenen Konflikt. Als Albie in der Nacht stirbt, müssen Teresa und George auf Befehl von Dickey beim Begraben der Leiche helfen. Immer wieder wechseln dabei die Stimmungslagen: Teresa kritisiert ihren intellektuellen, aber verweichlicht auftretenden Mann dafür, nicht die Initiative zu ergreifen. Dickey erteilt dem Ehepaar harsche Befehle und droht sogar mehrmals mit Erschießung, schlägt aber oft auch einen kumpelhaften Ton an.
Die Absurdität steigert sich, als am nächsten Tag Freunde von George aus seinem alten Leben vor Teresa auftauchen. Teresa gibt Dickey zur Tarnung den Gästen gegenüber als Butler aus und erteilt ihm großspurige Befehle. Die Gäste wundern sich über die rüpelhaften Manieren des Butlers. Während Teresa mit einem der Gäste namens Cecil flirtet, will George die Besucher so schnell wie möglich loswerden, um Dickie bei Laune zu halten und im Falle der möglichen Ankunft von Katelbach eine Eskalation zu vermeiden. Um die Gäste endlich zum Verschwinden zu bringen, beleidigt George sie schließlich und verweist sie des Hauses, wobei eine Ehefrau daraufhin Teresa als Hure beschimpft.
Es wird immer offensichtlicher, dass Katelbach nicht kommen wird. Am Abend will Dickey daher auf eigene Faust mit dem Auto von George und Teresa die Insel verlassen. Da stiehlt Teresa die Waffe von Dickey aus dessen Mantel und legt sie George in die Hände. Dieser will sie eigentlich gar nicht haben, doch als Dickey auf ihn zukommt, gerät er in Panik und erschießt den Gangster mit Mühe und Not. Teresa fürchtet die Rache von Katelbach und will den Tod des Gangsters bei der Polizei melden, hierfür will sie mit ihrem Mann vor dem erneuten Einsetzen der Flut die Insel verlassen. Doch George reagiert nicht darauf, er macht sich Schuldvorwürfe und verfällt dem Wahnsinn. Ein Auto taucht auf, doch es ist nicht Katelbach, sondern der Gast Cecil, der sein Jagdgewehr vergessen hatte. Cecil bietet ihnen die Fahrt aufs Festland an, doch nur Teresa fährt mit. Ganz alleine bleibt George auf seiner einem Schlachtfeld gleichenden Burg zurück. Im Morgengrauen sitzt er bei zunehmender Flut auf einem Felsen und schreit nach seiner ersten Ehefrau Agnes.

## Hintergrund
Gérard Brach und Roman Polański schrieben das Drehbuch mit dem Titel When Katelbach Comes bereits 1963 in Paris. Die Beziehung zwischen Teresa und George erinnert an die unglückliche Ehe zwischen Roman Polański und dem polnischen Filmstar Barbara Kwiatkowska.
Der Name des Gangsterbosses ‚Katelbach‘ ist eine Anspielung auf den Schauspieler André Katelbach, der in Polańskis Kurzfilm Le gros et le maigre (1961) über ein absurdes Herr-Knecht-Verhältnis die Rolle des „Herrn“ gespielt hatte. Während er dort kein einziges Wort sagte, ist der Katelbach in Wenn Katelbach kommt… im Gegensatz dazu nur als Stimme am Telefon präsent.

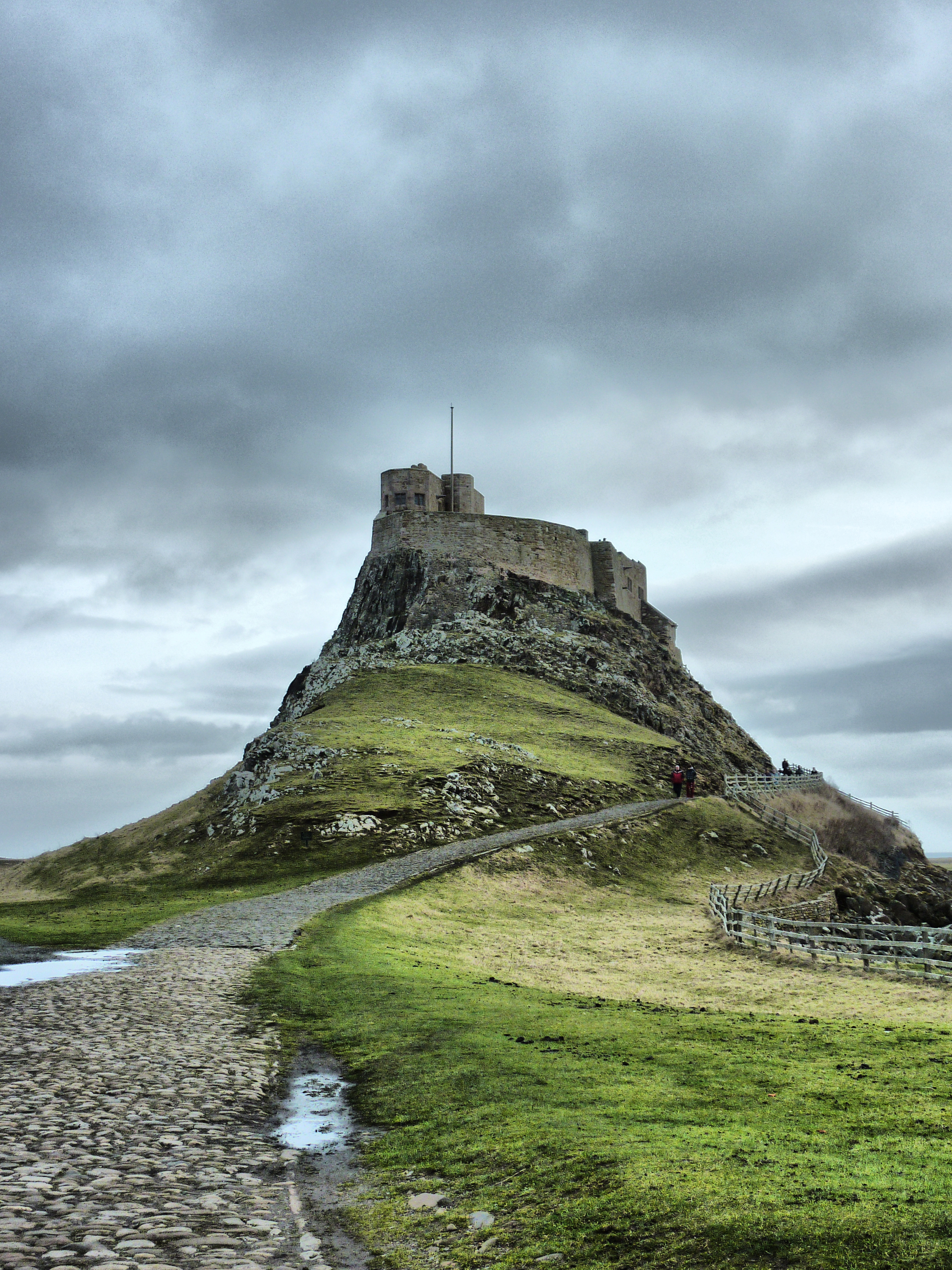
Lindisfarne Castle

Alle Innen- und Außenaufnahmen wurden in und um Lindisfarne Castle in Northumberland gedreht. Polanski nützte die Drehorte ein weiteres Mal für seinen Film Macbeth.
Für Gilbert Taylor war es nach Ekel der zweite Film, bei dem er für Polanski an der Kamera stand; Taylor wurde 1967 für einen BAFTA Award (Best British Cinematography) nominiert. Es war der zweite Film von Jacqueline Bisset und ihre erste Rolle, für die sie in den Filmcredits Erwähnung fand. Mit Françoise Dorléac bekam die ältere Schwester von „Ekel“-Star Catherine Deneuve die Hauptrolle. Jack MacGowran und Iain Quarrier agierten zusammen in Polanskis nächsten Film, der Horrorkomödie „Tanz der Vampire“, zudem in „Wonderwall“.
Die Szene am Strand mit George, Dickie und Teresa war zur Entstehungszeit die längste unter natürlichen Bedingungen gedrehte Plansequenz, die jemals in einem Film verwendet wurde – sie hat eine Länge von knapp siebeneinhalb Minuten. (Hitchcocks Cocktail für eine Leiche von 1948 besteht zwar schon aus mehreren De-facto-Plansequenzen mit jeweils bis zu zehn Minuten Dauer, ist aber ausschließlich im Studio entstanden.)
Diese Szene, die sich genau in der Mitte des Films befindet, stellt einen vorläufigen Höhe- und zugleich Wendepunkt in der Handlung dar. Die Sequenz war besonders deshalb schwer zu drehen, weil ein Flugzeug, das über die Protagonisten hinwegfliegt, exakt an der richtigen Stelle im Dialog auftauchen sollte. Die Bewegungen der Kamera wurden ausschließlich durch Stativschwenks und Änderungen der Tiefenschärfe erzielt.

## Synchronisation
Die deutsche Synchronisation des Films übernahm die Berliner Synchron GmbH. Das Dialogbuch schrieb Klaus von Wahl, der auch für die Dialogregie verantwortlich war.
| Rolle                         | Schauspieler      | Deutscher Sprecher |
| ----------------------------- | ----------------- | ------------------ |
| George                        | Donald Pleasence  | Wolfgang Spier     |
| Teresa                        | Françoise Dorléac | Renate Küster      |
| Richard                       | Lionel Stander    | René Deltgen       |
| Albert                        | Jack MacGowran    | Knut Hartwig       |
| Christopher                   | Iain Quarrier     | Thomas Eckelmann   |
| Philip Fairweather            | Robert Dorning    | Fritz Tillmann     |
| Marion Fairweather            | Marie Kean        | Käte Jaenicke      |
| Jacqueline                    | Jacqueline Bisset | Marianne Lutz      |
| Christophers Vater            | Geoffrey Sumner   | Konrad Wagner      |
| Christophers Mutter           | Renée Houston     | Friedel Schuster   |
| Katelbach (Stimme am Telefon) | ???               | Arnold Marquis     |

## Filmkritiken
Wenn Katelbach kommt... wird in der Filmkritik überwiegend positiv besprochen. Dabei sehen ihn einige Kritiker als Meisterwerk und einen der stärksten Filme von Polanski, andere Stimmen fallen aber auch kritischer aus. So lobte Bosley Crowther in der New York Times 1966 zwar die technische Expertise, die Schauspieler und den Humor, der in seiner Schwarzhumorigkeit an W. C. Fields oder John Hustons Schach dem Teufel erinnere. Am Ende bleibe aber unklar, was Polanski über Leben oder Kriminalität oder Perversion mit seinem Film eigentlich sagen wolle.
Für Jonathan Rosenbaum in seiner Filmkritik im Chicago Reader von 1994 ist die „gemeine, kleine, absurdistische Komödie“ eines der „besten und unverfälschtesten“ Werke des Regisseurs. Die Begebenheiten im Film seien „witzig, grausam, beunruhigend und unvorhersehbar“. Besonders gut sei der „schotterstimmige Charakterdarsteller“ Stander, der hier vielleicht die Rolle seines Lebens gespielt habe.
Der Evangelische Filmbeobachter schrieb 1966: „Intelligent unterhaltsame Tragikomödie von Roman Polanski.“ Sein katholisches Pendant, der Filmdienst, urteilte: „Eine bitterböse Parabel auf die Kommunikationsstörungen der bürgerlichen Gesellschaft und ihre Disposition zur Gewalt, eine modellhafte Studie über das Entstehen und die Umkehrung von Herrschaftsverhältnissen. Polanskis zweiter in England entstandener Spielfilm fasziniert durch dramaturgisches Kalkül und die suggestiv verdichtete Atmosphäre des Makabren.“
Karsten Visarius schreibt in seinem Beitrag zum Metzler Film Lexikon 2005: „Der Film, den man auch als Gegenentwurf zu den Experimenten der europäischen Film-Avantgarde sehen kann, ist Polanskis wichtigster Beitrag zum Kino als künstlerischer Form geblieben.“

## Auszeichnungen
- 1966: Goldener Bär der Internationalen Filmfestspiele Berlin